# Tubantia
Die Tubantia war ein Passagierdampfer des Königlich Holländischen Lloyd und auf der Strecke Amsterdam-Buenos Aires eingesetzt.
Sie wurde am 16. März 1916 von einem deutschen U-Boot torpediert und liegt bei 51° 49′ 0″ N, 2° 49′ 0″ O (rund 50 km westlich der niederländischen Halbinsel Walcheren und 65 km nördlich Ostende) im Ärmelkanal in maximal 34 m Wassertiefe.
Die 13.911 BRT große Tubantia war das größte neutrale Schiff, das im Ersten Weltkrieg versenkt wurde.

## Geschichte
Die Tubantia war das größte Schiff der fünf Passagierdampfer des Koninklijke Hollandsche Lloyd (KHL). Sie galt für ihre Zeit als sehr modernes Passagierschiff mit durchgängiger Elektrisierung. Der Name kommt von den Tubanten, einem germanischen Stamm, der gegen Ende der Völkerwanderung im Osten der heutigen Niederlande lebte.
Gebaut wurde sie bei Alexander Stephen and Sons in Linthouse bei Glasgow am Fluss Clyde, war 1913 vom Stapel gelaufen und im März 1914 in den Dienst des KHL gekommen. Sie hatte ein Schwesterschiff, die Gelria bei derselben Reederei, die darüber hinaus noch über die Hollandia, Frisia und Zeelandia sowie über vier Frachtschiffe verfügte, deren Namen auf -land endeten und die anfangs auch zum Transport von Auswanderern genutzt worden waren.

### Beschlagnahme im August 1914
Im August 1914 wurde die Tubantia auf der Rückfahrt von Südamerika vom Beginn des Ersten Weltkriegs überrascht. An Bord befanden sich 500.000 Pfund in Gold, bestimmt für Londoner Banken (darunter auch Gold aus deutschem Besitz) und 150 deutsche Reservisten, die sich als Kriegsfreiwillige melden wollten. Nach einem Zwischenstopp in Portugal wurde das Schiff von der Highflyer der Royal Navy nach Plymouth eskortiert, die deutschen Reservisten gefangen genommen und das Gold sowie andere Teile der Ladung (Kautschuk, Wolle, Post) beschlagnahmt. Das Schiff setzte danach aber seine Reise fort.

### Der Untergang
Die Tubantia wurde, obwohl neutral, im Ärmelkanal auf der Fahrt von Amsterdam (Abfahrt in der Nacht vom 14. auf den 15. März) nach Buenos Aires nachts um 2 Uhr 30 am 16. März 1916 vom deutschen U-Boot UB 13 torpediert, während sie seit 2 Uhr voll erleuchtet vier Seemeilen vom Leuchtschiff Nord Hinder entfernt ankerte. Man wollte so der Gefahr eines versehentlichen U-Boot-Angriffs begegnen. Alle 80 Passagiere und die Besatzungsmitglieder (294) konnten sich retten und wurden durch per Funk herbeigerufene Schiffe aufgenommen. Dass ein Torpedo die Ursache für die Versenkung war, war durch Zeugenaussagen der Schiffsbesatzung eindeutig bestätigt und auch die Herkunft des Torpedos wurde bald bekannt, da sich Reste von ihm in einem der Rettungsboote fanden.
Die Versenkung, die die deutsche Regierung zunächst zu bestreiten versuchte, führte zu einem diplomatischen Konflikt zwischen den Niederlanden und dem Deutschen Reich. Deutsche und britische Presse beschuldigten sich zunächst gegenseitig und selbst als die Beweise gegen Deutschland erdrückend waren, versuchte die deutsche Regierung mit einem gefälschten Logbuch des verdächtigten U-Boots glaubhaft zu machen, der Torpedo wäre zehn Tage zuvor abgefeuert worden und wäre in der Zwischenzeit umhergeirrt. Die niederländische Öffentlichkeit war empört und um Verwirrung zu stiften, lancierte die deutsche Botschaft Gerüchte über eine bevorstehende britische Invasion der Niederlande, die auch zeitweise zu Panik und der Ausrufung des Notstandes in den Niederlanden führten. Da eindeutige Beweise vorlagen, bot die deutsche Regierung zunächst an, die Herstellungskosten von 300.000 Pfund zu ersetzen, was die Niederländer zurückwiesen. Man einigte sich auf ein Verfahren der zwischenstaatlichen Schiedsgerichtsbarkeit gemäß der Haager Konvention vom 18. Oktober 1907 zur friedlichen Erledigung internationaler Streitfälle. Nach dem Krieg wurde eine internationale Untersuchungskommission bestehend aus fünf Herren aus der Schweiz, Dänemark, Schweden, den Niederlanden und Deutschland gebildet, die im Friedenspalast des Ständigen Schiedshofes in Den Haag tagte und in ihrem Bericht vom 27. Februar 1922 zu dem Schluss kam, dass die Tubantia aufgrund eines von einem deutschen U-Boot abgefeuerten Torpedos gesunken war, woraufhin sich Deutschland zur Zahlung von 7,3 Millionen Gulden verpflichtete.
UB 13 (unter Kapitänleutnant Metz) sank am 24. April 1916, in einem Minennetz verfangen, vor der belgischen Küste nicht weit von der Tubantia entfernt (siehe Liste deutscher U-Boote (1906–1919)). Es gab keine Überlebenden.

## Bergungsversuche und Gerüchte um Gold
Im Schiffsrumpf wurde Gold vermutet, das die deutsche Regierung heimlich zur Bezahlung von Importen nach Südamerika schaffen wollte. Es kam auch 1921 bis 1923 (und danach) zu Bergungsversuchen von französischer und englischer Seite, wobei sich zwei Bergungsfirmen in die Quere kamen, was 1923 zu einem Prozess in London führte. Die französische Firma hatte schon seit drei Jahren mit hohem Aufwand am Wrack nach Gold gesucht, bevor eine englische Firma am Ort der Bergung auftauchte und weitere Arbeiten zu verhindern suchte. Der Prozess hatte Mustercharakter und endete mit einem Sieg der französischen Seite, in London vertreten durch den ehemaligen „Royal Flying Corps“-Piloten des Ersten Weltkriegs und Kriegshelden Sydney Vincent Sippe (1889–1968). Der Richter Maurice Hill sah sich zwar außerstande eine Verfügung zu erlassen, die der englischen Firma (die im Prozess angeboten hatte alles gefundene Gold der britischen Regierung zu überlassen) das Arbeiten am Wrack untersagte, sehe ihr weiteres Arbeiten vor Ort aber mit Missfallen. Es gab Bedenken bezüglich der Zuständigkeit des Gerichts, da das Wrack in internationalen Gewässern lag und kein Präzedenzfall bekannt war.
Ob Gold aus dem Schiff geborgen wurde und wie viel, ist nicht genau bekannt. Beim Gerichtsverfahren wurde angegeben, dass sich Goldmünzen für nach damaligem Wert 2 Millionen Pfund Sterling im Wrack befänden.
Léonce Peillard schrieb ein Buch über die Tubantia, das teilweise romanhafte Züge trägt, aber auf von Peillard recherchierten Fakten beruht. In dem Buch werden auch einige Dokumente abgedruckt, unter anderem aus einem Bordtagebuch von UB 13. Peillard lässt seine Vermutung durchblicken, das Schiff wäre von den Deutschen versenkt worden, um ein Beschlagnahmen des (in Käselaiben versteckten) Goldes durch die Briten zu verhindern, die das Anlaufen eines englischen Hafens (Falmouth) angeordnet hatten. Es gab auch Gerüchte, Vermögen (Gold und Juwelen) des deutschen Kaisers würden auf dem Schiff in Sicherheit gebracht. Zu dieser Zeit luden allerdings nach Peillard auch die Briten Gold (und Passagiere) in Falmouth auf neutrale niederländische Schiffe wie die Tubantia, um Lieferungen in Südamerika zu bezahlen und hatten wahrscheinlich auch vor dem Untergang Gold in Amsterdam auf die Tubantia geladen. Die Tubantia war andererseits schon mehrfach von den Briten wegen des Transports von Konterbanden verdächtigt worden und zum Beispiel im Dezember 1915 in einen französischen Hafen eskortiert und (erfolglos) durchsucht worden.
Laut Peillard war an dem Bergungsversuch die in Paris ansässige Reederei Societé Maritime Nationale beteiligt, die mit zwei Schleppern und Tauchern von Dünkirchen/Ostende aus ab 1921 operierte unter Leitung des Kapitäns Paul Truck. Ihre Informationen hatte sie von einem in Hamburg lebenden expatriierten Iren, der nach eigener Aussage damals auf der Tubantia die Goldladung begleitete. Auf britischer Seite beteiligte sich eine Bergungsfirma unter dem ehemaligen Offizier der italienischen Kriegsmarine und naturalisierten Briten Graf Zenardi Landi, der seit 1917 für die britische Kriegsmarine an Wracks arbeitete. Die Societé Maritime gab kurz nach dem Prozess offiziell weitere Bergungsversuche auf.
Weitere Bergungsversuche durch andere Firmen dauerten bis Mitte der 1930er Jahre, danach wurde es ruhig um das Wrack und es wurde erst 1991 durch belgische Sporttaucher nach langer Suche wiedergefunden.